# Киаростами, Аббас
Аббас Киаростами (перс. عباس کیارستمی‎; 22 июня 1940, Тегеран — 4 июля 2016, Париж) — иранский кинорежиссёр, сценарист и продюсер. Один из лидеров иранской новой волны. Обладатель множества кинематографических наград, в числе которых «Золотая пальмовая ветвь» 50-го Каннского фестиваля (за фильм «Вкус вишни», 1997 — впервые «Золотая пальмовая ветвь» была присуждена иранскому фильму). Кроме того, Киаростами известен как дизайнер, фотограф и поэт.

## Биография
Получил образование в школе изящных искусств Тегеранского университета. После окончания школы работал дизайнером, затем присоединился к Центру интеллектуального развития детей и молодёжи, где возглавил кинематографическую секцию. С тридцатилетнего возраста работает в кино. В большом кино дебютировал в 1977 году с фильмом «Путешественник», с этого же года стал работать во вновь созданном Центре иранской национальной кинематографии.
Поставил 37 фильмов (на сентябрь 2008 года). Киаростами является лауреатом многих международных премий и фестивалей, включая Каннский («Золотая пальмовая ветвь», 1997), Венецианский (4 награды, 1999), кинофестиваль в Локарно (3 награды, 1987) и другие.
Киаростами был женат, но разведён, у него двое детей. Один из них — режиссёр Бахман Киаростами.

## Фильмография
- 1970 — Хлеб и проулок / Nan va Koutcheh — режиссёр
- 1972 — После уроков / Zang-e Tafrih — режиссёр
- 1973 — Жизненный опыт (перс. تجربه‎) — режиссёр
- 1974 — Путешественник (перс. مسافر‎) 1976 — режиссёр
- 1976 — Цвета / Rangha — режиссёр
- 1977 — Свадебный костюм» (перс. لباسی برای عروسی‎) — режиссёр
- 1977 — Репортаж (перс. گزارش‎) — режиссёр
- 1981 — Правильно Или Неправильно / Be Tartib ya Bedoun-e Tartib — режиссёр
- 1982 — Хор / Hamsarayan — режиссёр
- 1984 — Первоклашки / Avaliha — режиссёр
- 1987 — Где дом друга? (перс. خانه دوست كجاست؟‎) — режиссёр
- 1989 — Домашняя работа» (перс.  مشق شب‎) — режиссёр
- 1990 — Крупный план (перс.  كلوزآپ‎) — режиссёр
- 1991 — И жизнь продолжается (перс. زندگی و ديگر هيچ‎) — режиссёр
- 1994 — Сквозь оливы (перс. زير درختان زيتون‎) — режиссёр
- 1995 — Люмьер и компания (фр. Lumiere et compagnie) — один из режиссёров
- 1997 — Вкус вишни (перс. طعم گيلاس‎) — режиссёр, продюсер, автор сценария
- 1999 — Ветер унесёт нас (перс. باد ما را خواهد برد‎) — режиссёр
- 2001 — Алфавит. Африка (перс. آ.ب.ث آفريقا‎) — режиссёр
- 2002 — Десять (перс. ده‎) — режиссёр
- 2002 — Заброшенная станция — автор сценария
- 2003 — Пять (перс. پنج) — режиссёр
- 2005 — Билет на поезд (англ. Tickets) — один из режиссёров
- 2007 — У каждого своё кино (фр. Chacun son cinema ou Ce petit coup au coeur quand la lumiere s'eteint et que le film commence) — эпизод «Где же мой Ромео?», режиссёр, сценарист; фильм посвящён Федерико Феллини
- 2008 — Ширин (перс. شیرین‎) — режиссёр
- 2010 — Копия верна (фр. Copie conforme) — режиссёр, сценарист
- 2012 — Словно кто-то влюблён (яп. ライク・サムワン・イン・ラブ) — режиссёр
- 2017 — 24 кадра (фр. 24 frames) — режиссёр

## Номинации и награды
Номинации:

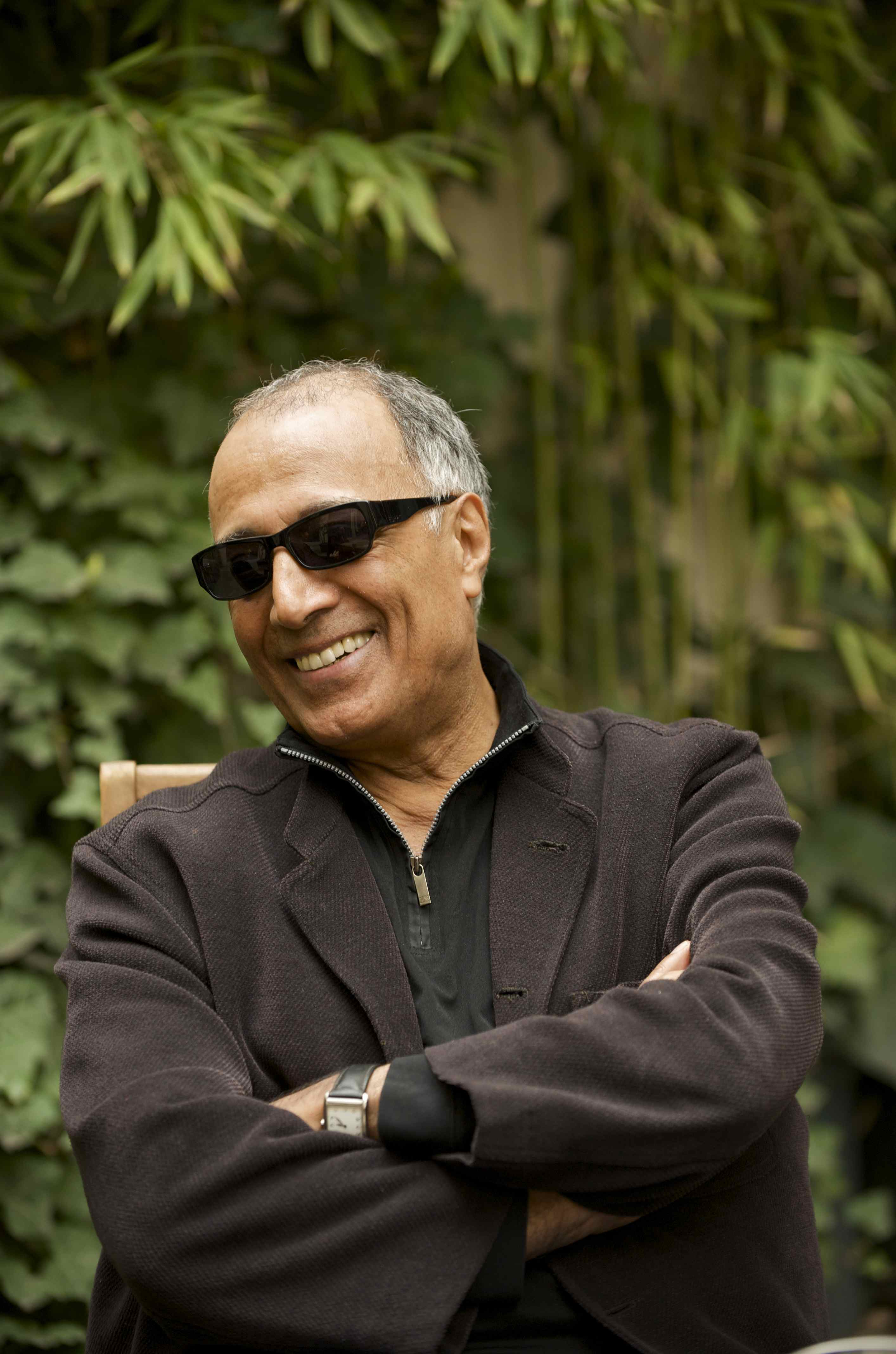
Фото Аббаса Киаростами

- 1994 год. Каннский кинофестиваль. Номинации: Золотая пальмовая ветвь («Сквозь оливы»).
- 1999 год. Венецианский кинофестиваль. Номинации: Золотой лев («Нас унесет ветер»).
- 2002 год. Каннский кинофестиваль. Номинации: Золотая пальмовая ветвь («Десять»).
- 2010 год. Каннский кинофестиваль. Номинации: Золотая пальмовая ветвь («Копия верна»).
- 2012 год. Каннский кинофестиваль. Номинации: Золотая пальмовая ветвь («Как влюбленный»).
- 2013 год. Азиатская киноакадемия. Номинации: Лучший режиссер («Как влюбленный»).

Награды: 
- 1997 год. Каннский кинофестиваль. Победитель: Золотая пальмовая ветвь («Вкус вишни»).
- 1999 год. Венецианский кинофестиваль. Победитель: Особый приз жюри («Нас унесет ветер»), Приз международной ассоциации кинокритиков - международная конкурсная программа («Нас унесет ветер»), Премия Международной Католической организации в области кино (OCIC) («Сын Иисуса»), Премия CinemAvvenire «Лучший фильм» («Нас унесет ветер»).
- 2005 год. На Ереванском кинофестивале «Золотой абрикос» был удостоен премии им. Сергея Параджанова «за вклад в мировой кинематограф».